# Cenzus wyborczy
Cenzus wyborczy – stwierdzony fakt posiadania pewnych wartości, który daje posiadaczowi uprawnienia wyborcze.
Cenzus może być:
- majątkowy – jeśli posiadanie pewnego majątku lub opłacanie pewnych podatków jest warunkiem prawa wyborczego;
- intelektualny – jeśli prawo wyborcze zależy od pewnego stopnia wykształcenia;
- moralny – który zwykle określany bywa tylko negatywnie, mianowicie, że nie posiada prawa wyborczego ten, kto za pewne czyny hańbiące został sądownie skazany;
- familijny – jeśli uprawnienia wyborcze zależą od posiadania rodziny.